# La noche en que murió Gwen Stacy
«La noche en que murió Gwen Stacy» es un arco narrativo del cómic The Amazing Spider-Man # 121-122 (junio a julio de 1973), publicado por Marvel Comics, que se convirtió en un hito en la vida del superhéroe Spider-Man, uno de los personajes de ficción más perdurables y reconocibles de la cultura popular. La historia de dos números, escrita por Gerry Conway, con dibujos a lápiz de Gil Kane y entintados por John Romita Sr. y Tony Mortellaro, presenta la lucha de Spider-Man contra su némesis, el Duende Verde. El Duende Verde secuestra a la novia de Spider-Man, Gwen Stacy, y ella muere durante la batalla. Por separado, el número 121 también se llama «Punto de inflexión» y el número 122 se llama «¡La última batalla del duende!».

## Trama
Antes de este arco, Norman Osborn había sido el Duende Verde, pero debido a la amnesia, había suspendido su identidad como supervillano y había olvidado que Spider-Man es Peter Parker. Además, Harry Osborn, el mejor amigo de Parker e hijo de Norman, se volvió adicto a las drogas y fue secuestrado en la casa de los Osborn para su desintoxicación. El dolor de los padres de Norman, combinado con la presión financiera, desencadenó un colapso que provocó que Norman Osborn recordara su identidad del Duende y volviera a apuntar a Spider-Man y sus seres queridos por la miseria.
El Duende Verde secuestra a la novia de Peter, Gwen Stacy, y atrae a Spider-Man a una torre del Puente de Brooklyn (como se muestra en la ilustración) o del Puente George Washington (como se indica en el texto). El Duende y Spider-Man chocan, y el Duende arroja a Stacy del puente. Spider-Man dispara una telaraña a sus piernas y la atrapa. Mientras la levanta, cree que la ha salvado, sin embargo, rápidamente se da cuenta de que está muerta. Inseguro de si su cuello se rompió por el latigazo de su parada repentina o si ya lo había roto el Duende antes de su caída, se culpa a sí mismo por su muerte. Una nota en la página de cartas de The Amazing Spider-Man # 125 dice: "Nos entristece decir que el efecto de latigazo cervical que sufrió cuando la telaraña de Spidey la detuvo tan repentinamente fue, de hecho, lo que la mató".
El Duende Verde se escapa y Spider-Man llora por el cadáver de Stacy y jura venganza. En el siguiente problema, Spider-Man rastrea al Duende Verde hasta un almacén y lo golpea, pero no se atreve a matarlo. El Duende aprovecha la oportunidad para enviar su planeador para empalar a Spider-Man por detrás. Advertido por su sentido arácnido, Spider-Man lo esquiva, y el planeador empala al Duende Verde, aparentemente matándolo. Más tarde, un devastado Parker, de vuelta en casa, se encuentra con una Mary Jane Watson igualmente conmocionada y entristecida, que ha perdido a un amigo cercano con la muerte de Gwen, y los dos intentan consolarse mutuamente a raíz de su pérdida.

## Importancia
- La muerte de Gwen Stacy conmocionó a la comunidad estadounidense de cómics. Anteriormente, había sido impensable matar a un personaje tan importante: la novia de un protagonista con una gran base de fans. Generalmente, un superhéroe no fracasa tan desastrosamente a menos que sea parte de su historia de origen. Este arco de la historia se ha propuesto como un marcador del final de la Edad de plata de las historietas y el comienzo de la Edad de Bronce, más oscura y cruda.[3]
- La frecuente tendencia de las esposas y novias de los superhéroes masculinos a encontrarse con un destino nefasto fue denominada "El síndrome de Gwen Stacy" por la Guía del comprador de cómics.[4]
- Una encuesta de fans realizada por Marvel Comics para su serie The 100 Greatest Marvels of All Time votó a The Amazing Spider-Man (vol. 1) # 121 y 122 como los números 6 y 19 más importantes de todos los tiempos, respectivamente.[5]

## Desarrollo
El entintador John Romita Sr. recordó en una entrevista de 2015 cómo se seleccionó al personaje a matar para lo que se convirtió en La noche en que murió Gwen Stacy. Los editores pidieron inicialmente a Romita y al escritor de Amazing Spider-Man, Gerry Conway, que mataran a la Tía May. Organizaron una sesión de trama en el apartamento de Conway y no estuvieron de acuerdo con matar a la tía May, y opinaron que si ella muriera, Peter ya no tendría que preocuparse por ella y ya no sería tratado como un niño nuevamente, por lo que decidieron matar a Mary Jane Watson. o Gwen Stacy. Romita propuso matar a este último ya que el primero sirvió como un personaje cómico en ese momento, inspirándose en las decisiones de matar al personaje de Milton Caniff, autor de las tiras cómicas Terry y los piratas y Steve Canyon.
El recuerdo del escritor Conway de cómo se seleccionó a Gwen como el personaje a matar es más contradictorio: en 2008 le dijo al autor Sean Howe que fueron él y el editor Roy Thomas quienes discutieron por primera vez sobre matar a la tía May, pero cuando Romita se enteró de esto, sugirió que Gwen era una candidata más adecuada. Más tarde, durante una entrevista de 2013 en la Emerald City Comic Con , Conway se contradijo al afirmar que inicialmente fue idea de Romita matar a la tía May y que no estuvo de acuerdo y tuvo que convencer a Romita de que no tomara esa decisión.
Stan Lee, cocreador de Spider-Man y Gwen Stacy, fue consultado por Conway, el editor Roy Thomas y Romita sobre matar a Gwen Stacy. Cuando se le preguntó acerca de cómo aceptó la decisión, Lee dijo: "... Me estaba preparando para ir a Europa en una especie de viaje de negocios... para encontrarme con alguien para discutir algo sobre Marvel. Y creo que no estaba". Pienso con demasiada claridad, porque cuando dijeron: 'Nos gustaría matar a Gwen Stacy', dije: 'Bueno, si eso es lo que quieres hacer, está bien'. Todo lo que quería hacer era sacarlos de la oficina para poder terminar de empacar y salir de allí... y cuando regresé y descubrí que habían matado a Gwen, pensé '¿Por qué harían eso? ¿Gerry escribiría algo así? Y tuve que recordarme más tarde que quizás había dicho a regañadientes o tal vez descuidadamente 'Está bien' cuando me preguntaron". Por el contrario, Romita recuerda que Lee ya estaba fuera del país cuando se tomó la decisión y que se tomaron un tiempo para convencerlo, pero Lee permaneció muy molesto.
En la colección de cómics The 100 Greatest Marvels of All Time: # 9-6 (Amazing Spider-Man # 121 fue el cómic # 6), Conway explicó que Gwen y Peter eran una "pareja perfecta", pero llevando esa relación a la el siguiente nivel (es decir, el matrimonio o al menos Peter revelando su identidad secreta a ella) "traicionaría todo lo que era Spider-Man", es decir, la tragedia personal y la angustia como raíz de la vida de Peter como Spider-Man. Matar a Gwen Stacy fue una oportunidad perfecta para matar dos pájaros de un tiro: romper la relación "inadecuada" y reforzar el elemento de tragedia personal que era, en su opinión, la esencia de Spider-Man.

### Puente
En el texto se decía que el puente en el número original de Amazing Spider-Man # 121 era el Puente George Washington. El Pulso # 4 (septiembre de 2004) también establece que el puente será el Puente George Washington.
El arte de The Amazing Spider-Man # 121, sin embargo, representa el Puente de Brooklyn. Algunas reimpresiones del tema han modificado el texto y ahora establecen que el puente es el Puente de Brooklyn en lugar del Puente George Washington. Los títulos que apoyan el Puente de Brooklyn incluyen The Amazing Spider-Man # 147-148 (1975), The Amazing Spider-Man Annual # 21 (1987) y Daredevil v. 2 # 8 (2000). En una entrevista de televisión para Marvel Superheroes Guide to New York City (2004) de Travel Channel,Stan Lee, dijo que el artista de la cuestión se había dibujado el puente de Brooklyn, pero que él (como editor) lo etiquetó erróneamente como el Puente George Washington. Esto se corrigió en impresiones más recientes del problema.
Se representan diferentes puentes en adaptaciones posteriores de la historia. Mary Jane Watson fue arrojada por el Puente de Queensboro tanto en Ultimate Spider-Man # 25 como en la película Spider-Man, mientras que en Spider-Man: The Animated Series, Mary Jane fue arrojada por el puente George Washington.

### Causa de muerte
El cómic presenta un efecto de sonido de "chasquido" junto a la cabeza de Gwen Stacy en el panel en el que la telaraña de Spider-Man la atrapa. En The Amazing Spider-Man # 125 (octubre de 1973), el editor de Marvel Comics, Roy Thomas, escribió en la columna de cartas que "nos entristece tener que decir que el efecto de latigazo que sufrió cuando las redes de Spidey la detuvieron tan repentinamente fue, de hecho en resumen, fue imposible para Peter salvarla. No pudo haber bajado a tiempo, la acción que tomó resultó en su muerte, si él no hubiera hecho nada, ella ciertamente habría perecido. No había salida".
En el especial Spider-Man Tech de History Channel, Stan Lee afirma que su cuello estaba realmente roto.
El físico y coleccionista de cómics James Kakalios, en su libro La física de los superhéroes, afirma que en el mundo real, el efecto latigazo la habría matado. El cómic Civil War: Casualties of War: Captain America / Iron Man (2007) coincidió en que la causa inmediata de la muerte fue la parada repentina durante una caída a alta velocidad. Un número de Peter Parker: Spider-Man revisa el problema y confirma además que Gwen murió de un cuello roto debido al uso de las correas.
Sin embargo, durante algún tiempo, los fanáticos especularon que el impacto de la caída causó la muerte de Gwen Stacy, debido a que el Duende Verde le dijo a Spider-Man en The Amazing Spider-Man # 121: "¡Idiota romántico! Estaba muerta antes de que tu telaraña la alcanzara. ¡Una caída desde esa altura mataría a cualquiera, antes de que golpearan el suelo! " En la edición de 1987 de The Official Handbook of the Marvel Universe , la muerte de Gwen se atribuye a la caída, no a las redes de Spider-Man. En el cuarto número de Marvels, se informó que murió por el impacto de la caída, sin embargo, Phil, un fotógrafo y testigo, no está seguro de qué es exactamente lo que la mata.

### Repeticiones
Varios números posteriores se han hecho eco de la muerte de Gwen cuando otros cayeron desde grandes alturas durante las batallas de Spider-Man. En la mayoría de las ocasiones, los salva saltando tras ellos y trabajando con su impulso, en lugar de tratar de detenerlos con su red (como lo hizo en el ¿Qué pasaría si?, donde salva a Gwen), sobre todo cuando saltó del mismo puente. para salvar a la hija de Gwen, Sarah Stacy, unos siete años después de su muerte; debido al envejecimiento acelerado causado por su química corporal mutada mejorada por el Duende (el padre de Sarah es Norman Osborn después de una breve aventura entre Gwen y Osborn), Sarah se ve exactamente como su madre.
En otra historia, el Duende Verde vuelve a reproducir el escenario, esta vez con la esposa de Spider-Man, Mary Jane Watson-Parker. Al igual que con Gwen, Mary Jane se desploma hacia su muerte (esta vez por el retroceso de su arma cuando dispara al Duende Verde). Aprendiendo de su error anterior, Spider-Man usa múltiples líneas de red y atrapa todos los porros importantes, lo que evita que Mary Jane sufra el mismo efecto de latigazo cervical que mató a Gwen. Un evento similar ocurre cuando Spider-Man salva a Anna María, la novia de Otto Octavius durante un tiempo en el que estaba en el cuerpo de Spider-Man, cuando el Duende Verde la usa como rehén y la arroja de un edificio después de enterarse de que su verdadero enemigo ha regresado, Peter reflexiona mientras atrapa a Anna María que ha aprendido a atrapar con el tiempo cada articulación en momentos como este para limitar el potencial latigazo.
Durante la Guerra Civil, tanto Iron Man como el Capitán América citaron a Gwen como argumento para sus opiniones sobre la Ley de Registro de Superhumanos. Iron Man argumentó que si Spider-Man hubiera recibido el entrenamiento adecuado como se les dio a los héroes registrados, él la habría salvado, mientras que el Capitán América argumentó que Gwen solo estaba en peligro porque el Duende conocía la identidad de Spider-Man, la ley requiere que los héroes registren su identidades con el gobierno.
Después de que Jane Foster se convierte en la nueva Valkyrie, se le recuerda cómo Spider-Man no pudo salvar a alguien en una situación similar cuando se ve obligada a usar su arma que cambia de forma para atrapar a Heimdall, herido de muerte, mientras cae de un edificio después de ser atacado por Bullseye, y expresa preocupación porque sus acciones han empeorado las heridas de Heimdall, pero Heimdall no da ninguna indicación de que culpe a Jane por su muerte.

### Intento de resurrección
Como recuerda John Romita Sr., la reacción inicial de Stan Lee hacia la muerte de Gwen Stacy fue negativa porque pensó que Romita, Conway y Thomas lo habían hecho a sus espaldas y exigió que la trajeran de regreso de inmediato. Thomas, Romita y otros miembros de la junta editorial, sin embargo, lo convencieron de lo contrario, diciendo que esto sería una "tontería vergonzosa" y podría arruinar el impacto emocional de su muerte.
Mientras desarrollaba la historia de Spider-Man: One More Day junto con Brian Michael Bendis, Mark Millar, Ed Brubaker y Dan Slott; Joe Quesada y J. Michael Straczynski hicieron planes para resucitar a Gwen Stacy junto con Harry Osborn, quien había sido asesinado en The Spectacular Spider-Man # 200. Sin embargo, numerosos escritores y editores de Marvel presionaron para que Stacy permaneciera muerta, lo que obligó a Quesada y Straczynski a descartar su idea al darse cuenta frustrantemente de que estaban superados en número. Entre los cambios en la continuidad que se remontan a 1971, el guion original de Straczynski tuvo, como consecuencia de que Mephisto borró el matrimonio de Spider-Man y Mary Jane de la realidad, Gwen Stacy fue devuelta a la vida ya que su muerte nunca sucedió, así como su romance con Norman Osborn.

### ¿Qué pasaría si?
En una historia de universo paralelo no canónica en ¿Qué pasaría sí? # 24, Spider-Man salva a Gwen saltando tras ella en lugar de atraparla con una telaraña (de la misma manera que salvó a Mary Jane en la película), lo que le permite amortiguarla del impacto cuando golpean el agua y posteriormente darle resucitación cardiopulmonar. A raíz de este rescate, le propuso matrimonio a Gwen después de revelarle su identidad secreta y, en una confrontación posterior con el Duende Verde, Norman Osborn finalmente luchó contra su lado malvado cuando Harry se movió para protegerlo sin importar lo que hubiera hecho. volverse. Sin embargo, su vida no estaba destinada a ser feliz; para asegurar su victoria, el Duende había enviado a J. Jonah Jameson prueba de la verdadera identidad de Spider-Man, que Jonah había publicado posteriormente y utilizado para obtener una orden de arresto de Peter, lo que obligó a Peter a escapar de la policía momentos después de su boda con Gwen. Cuando terminó el problema, Gwen se fue con Joe "Robbie" Robertson, quien le prometió a Gwen que harían todo lo posible para ayudar a Peter.

## Recepción
La muerte de Gwen conmocionó a los lectores de Spider-Man, algunos apreciaron el movimiento audaz y otros se horrorizaron por la desaparición inesperada de un personaje popular. En Amazing Spider-Man # 126 (octubre de 1973), un comentario editorial en la página de cartas explicaba la opinión de los creadores:

"La relación entre Pete y Gwen había pasado por muchos altibajos intrascendentes, y a menos que los dos estuvieran casados, no había otro lugar a donde tomarla. Pero el matrimonio también parecía estar mal. Peter simplemente no estaba listo. Así que Gerry, Roy y Stan debatieron la cuestión ... Todos habían llegado a la misma conclusión ineludible. La muerte de Gwen estaba simplemente destinada a suceder. Los acontecimientos se habían formado de tal manera que su única resolución lógica era la tragedia. Así que no culpes a Gerry. No culpes a Stan. No culpes a nadie. Solo el funcionamiento inescrutable e inexorable de las circunstancias es culpable esta vez".

Los fanáticos no se tranquilizaron con esta explicación, y Romita dice que Marvel recibió algunas amenazas de muerte.

## En otros medios

### Televisión
- "La noche en que murió Gwen Stacy" fue adaptada en Spider-Man: The Animated Series. En el episodio "Turning Point", el Duende Verde arrojó a Mary Jane Watson del puente, pero en lugar de morir, ella cae a través de un portal, sin que Peter Parker la vea creyendo que se ha caído y perecido en el agua. El nombre del episodio es el mismo que el título de la portada principal del primer número del arco "La noche en que murió Gwen Stacy".
- "La noche en que murió Gwen Stacy" está algo recreada en la serie de dibujos animados Ultimate Spider-Man. En lugar de Gwen Stacy, otros personajes femeninos que tienen una conexión con Spider-Man son las posibles víctimas del Duende Verde: White Tiger (Ava Ayala) en el episodio "Ataque Inigualable", y Spider-Girl (Petra Parker) en el episodio "El Univers-Araña (Parte 1)".

### Películas
- "La noche en que murió Gwen Stacy" fue adaptada al final de la película de Spider-Man de 2002, con Mary Jane Watson nuevamente tomando el papel, aunque ella no murió; Spider-Man logró salvarla saltando tras ella y atrapándola en persona, posteriormente luchando contra el Duende Verde después de poner a Mary Jane a salvo, aunque el Duende Verde muere de manera similar a como lo hizo en los cómics.
- "La noche en que murió Gwen Stacy" se adaptó libremente en la película de 2014 The Amazing Spider-Man 2. El Duende Verde, aquí Harry Osborn en lugar de Norman, deja caer a Gwen Stacy a través de la parte superior de una torre de reloj. Spider-Man la salva y derriba al Duende Verde de su planeador. El planeador golpea los engranajes de la torre del reloj en la que está parada Gwen y ella cae. Spider-Man la atrapa de nuevo y ella cuelga debajo hasta que los engranajes giratorios cortan la telaraña de la que cuelga Gwen. Spider-Man se sumerge, disparando una red en forma de mano para atraparla. Ella muere de manera similar a los cómics. Cuando la red la atrapa, está literalmente justo por encima del suelo y se escucha un crujido, dejando ambigua la causa exacta de la muerte. Existe la posibilidad de que muriera por la parada repentina, con el crujido proveniente de una fractura traumática de la columna,[21] o porque golpeó el suelo con la cabeza. El reloj se detiene en 1:21, una referencia al tema del cómic en el que murió Gwen.
- En la película de 2019 Feliz día de tu muerte 2, una de las muertes de Tree Gelbman sigue el modelo de la muerte de Gwen Stacy como se muestra en The Amazing Spider-Man 2.